# フィールーザーバード郡
フィールーザーバード郡（ペルシア語: شهرستان فیروزآباد）とは、イランのファールス州の郡である。郡中心市はフィールーザーバード。2016年当時の人口は121,417人、37,453世帯。
郡内は中央地区と地区の二つの地区（バフシュ）に区画され、それぞれにフィールーザーバードとメイマンドの二つの都市（シャフル）が属している。